# Олива Гонсалес, Эрнейдо Андрес
Эрнейдо Андрес Олива Гонсалес (исп. Erneido Andres Oliva Gonzalez; 20 июня 1932 — 30 января 2020) — в звании лейтенанта был заместителем командира бригады 2506 сухопутных войск Хосе Альфредо Сан-Романа во время высадки в заливе Кочинос на Кубе в апреле 1961 года.